# 脇坂研之
脇坂 研之（わきさか けんじ、大正12年（1923年） - 平成19年（2007年）1月25日）は、大正時代から平成時代にかけての人物で、実業家。脇坂氏の第15代当主。戦前には子爵の地位にあった。

## 生涯

### 戦前
父は第14代・脇坂安之。次兄に家を継ぐ予定の安善がいたため、跡目予定は無く、父祖ゆかりの龍野の商業学校に学び、剣道を得意としていたといわれる。勉強より剣道に精進し、三段の腕前で、その腕前を買われて明治大学剣道部に引き抜かれたという。
昭和12年（1937年）に安善が死去したので、家の跡目に据えられ、昭和14年（1939年）に父の死去により、家督相続して子爵となった。
太平洋戦争が始まり、当時は明治大学に在学中だった研之は、戦況悪化による学徒動員により、二等兵として岡山県の中部五二隊に召集された。二等兵は星一つの最下等兵で、部隊のトップである部隊長は正六位だった。ところが研之は脇坂家の出自であり、学徒動員をかけられた頃に成年（20歳）を迎えたので、従五位に叙位されることになった。子爵家の当主は成年に達したら従五位を授けられる慣例だったのである。研之が召集された部隊は義烈空挺隊であり、沖縄戦による米軍に対して奇襲戦法をかけるために日本全国の工兵隊から柔道、剣道の猛者が集められて編成された部隊だった。ところが、研之は事前に従五位を授けられたことで、出撃直前になって華族の身分のおかげで外された。出撃した隊員は全員、戦死を遂げたので、研之は華族の身分のおかげで戦死を免れたのである。

### 戦後
戦後は兵庫県西宮市でビルメンテナンスの会社を経営していた。従業員200名をかかえて、100軒以上のビルの清掃、警備などを受け持っていた。剣道も7段まで腕前を上げたという。また、父祖ゆかりの龍野武者行列にも参加していたという。
平成19年（2007年）1月25日に死去。83歳没。当主は息子の安知が継承した。

## 家族
- 父：脇坂安之
- 母：小松ハナ（小松清直の娘）[注釈 1]
- 妻：吉武妙子（吉武鵬次郎の娘）
  - 長男：脇坂安知
  - 長女：公子（肥後康夫夫人）